# Gerald Isaacs, 2. Marquess of Reading
Gerald Rufus Isaacs, 2. Marquess of Reading (* 10. Dezember 1889; † 19. September 1960) war ein britischer Jurist und Politiker.

## Leben und Tätigkeit
Isaacs war der älteste Sohn von Rufus Isaacs, 1. Marquess of Reading, und seiner Frau Alice Edith, geb. Cohen. Er wurde an der Rugby School und am Balliol College in Oxford ausgebildet.
Von 1915 bis 1918 nahm Isaacs am Ersten Weltkrieg teil, in dem er den Rang eines Oberstleutnants (Lieutenant Colonel) erreichte.
1929 kandidierte Isaacs erfolglos als Kandidat der Liberal Party für den Wahlkreis Blackburn für das britische Unterhaus. 1935 zog er in der Nachfolge seines Vaters als Abgeordneter ins House of Lords ein.
Als prominenter Jude im öffentlichen Leben Großbritanniens wurde Isaacs von den nationalsozialistischen Polizeiorganen als Staatsfeind eingestuft: Im Frühjahr 1940 setzte das Reichssicherheitshauptamt in Berlin ihn auf die Sonderfahndungsliste G.B., ein Verzeichnis von Personen, die im Falle einer erfolgreichen deutschen Invasion Großbritanniens durch die Sonderkommandos der SS-Einsatzgruppen mit besonderer Priorität ausfindig gemacht und verhaftet werden sollten.
Im Kabinett Churchill III wurde Isaacs 1951 zum Parlamentarischen Unterstaatssekretär für Auswärtige Angelegenheiten ernannt. Diese Position behielt er bis 1953 bei, als er zum Staatsminister für Auswärtige Angelegenheiten aufrückte. Diesen Posten bekleidete er für den Rest der Regierung Churchill sowie im Kabinett Eden. Ebenfalls seit 1953 gehörte Isaacs dem Privy Council, dem britischen Kronrat, an. 
Anlässlich der Regierungsbildung durch Harold Macmillan im Januar 1957 schied Isaacs aus der Regierung aus.
Isaacs liegt auf dem Golders Green Jewish Cemetery begraben.

## Schriften
- The South Sea Bubble, 1933.

## Familie
Isaacs war seit 1914 verheiratet mit Eva Violet Mond, einer Tochter von Alfred Moritz Mond, 1. Baron Melchett (1868–1930). Seinen Titel und den Sitz im House of Lords erbte sein Sohn, Michael Alfred Rufus Isaacs, 3. Marquess of Reading (1916–1980).
| Personendaten    | Personendaten                                |
| ---------------- | -------------------------------------------- |
| NAME             | Isaacs, Gerald, 2. Marquess of Reading       |
| ALTERNATIVNAMEN  | Reading, Gerald Rufus Isaacs, 2. Marquess of |
| KURZBESCHREIBUNG | britischer Jurist und Politiker              |
| GEBURTSDATUM     | 10. Dezember 1889                            |
| STERBEDATUM      | 19. September 1960                           |